# هربرت هوپر
 هربرت هوپر (انگلیسی: Herbert Huppert؛ زاده ۲۶ نوامبر ۱۹۴۳) یک فیزیک‌دان اهل انگلستان است.